# طهر الهملايا
طهر الهملايا أو جَهْرَل حَمَلَايا حيوان ثديي مجتر من فصيلة البقريات، وهو قريب الطهر العربي الذي يعيش في عُمان. يستوطن طهر الهملايا جبال الهملايا في في جنوب التبت والمناطق الشمالية من الهند والباكستان ونيبال. يعتبر مهددا بالانقراض نتيجة للصيد الجائر وتدمير المسكن.
أُدخل طهر الهملايا إلى مناطق بيئية جديدة بغرض الصيد في نيوزلاندا وجنوب أفريقيا والأرجنتين.